# Mia Wasikowska
Mia Wasikowska (/ˌvʌʃɪˈkɒfskə/ VUSH-i-KOF-skə; sinh ngày 25 tháng 10 năm 1989) là một nữ diễn viên người Úc. Cô ra mắt màn ảnh trong bộ phim truyền hình Úc All Saints vào năm 2004, kế đến là phim điện ảnh diễn đầu tay Suburban Mayhem (2006). Cô lần đầu được nhiều khản giả biết tới hơn sau màn thể hiện được giới chuyện môn đánh giá cao trong bộ phim truyền hình In Treatment của đài HBO. Cô từng được đề cử giải Tinh thần độc lập cho nữ diễn viên phụ xuất sắc nhất cho phim That Evening Sun (2009).
Wasikowska nhận được sự chú ý của cả thế giới vào năm 2010 sau khi thủ vai Alice trong phim Alice ở xứ sở thần tiên của Tim Burton và xuất hiện trong tác phẩm chính-hài kịch The Kids Are All Right; vai diễn trong phim đem về cho cô Giải Liên hoan phim Hollywood cho nữ diễn viên đột phá. Cô còn đóng trong các phim Jane Eyre (2011) của Cary Fukunaga, Madame Bovary (2014) của Sophie Barthes và Crimson Peak (2015) của Guillermo del Toro. Một năm sau, cô tái đảm nhận vai Alice trong phim kỳ ảo Alice ở xứ sở trong gương, và kể từ ấy xuất hiện trong một số phim độc lập.

## Danh sách phim

### Điện ảnh

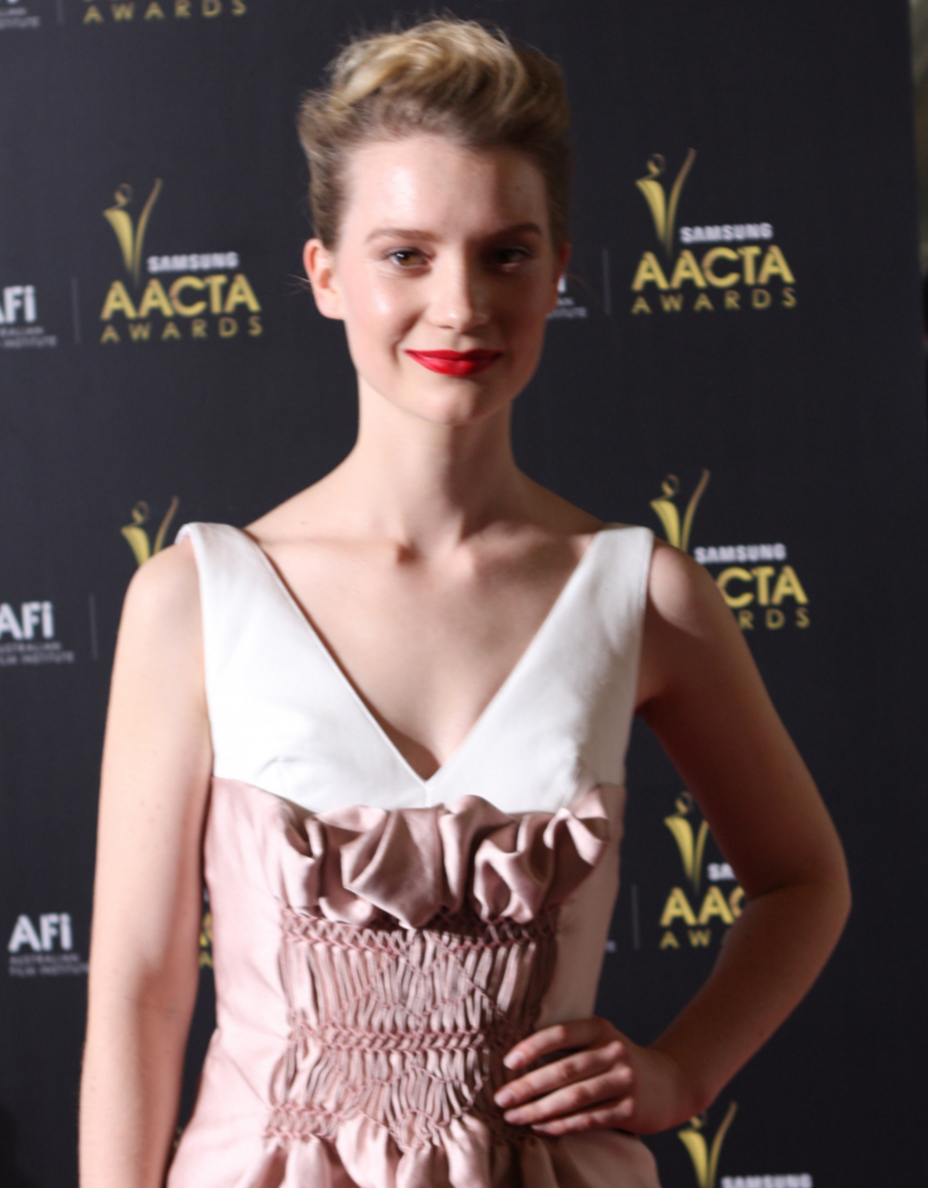
Wasikowska tại lễ trao giải AACTA 2012.

| Denotes productions that have not yet been released | Chỉ tác phẩm chưa ấn định ngày phát hành |

| Năm  | Tựa phim                                   | Vai diễn                     | Đạo diễn                            | Ghi chú                                     |
| ---- | ------------------------------------------ | ---------------------------- | ----------------------------------- | ------------------------------------------- |
| 2006 | Suburban Mayhem                            | Lilya                        | Paul Goldman                        |                                             |
| 2006 | Eve                                        | Eve                          | Hannah Hilliard                     | Phim ngắn                                   |
| 2007 | Lens Love Story                            | Girl                         | Sonia Whiteman                      | Phim ngắn                                   |
| 2007 | Skin                                       | Emma                         | Claire McCarthy                     | Phim ngắn                                   |
| 2007 | Cosette                                    | Cosette                      | Samantha Rebillet                   | Short film                                  |
| 2007 | September                                  | Amelia Hamilton              | Peter Carstairs                     |                                             |
| 2007 | Rogue                                      | Sherry                       | Greg McLean                         |                                             |
| 2008 | I Love Sarah Jane                          | Sarah Jane                   | Spencer Susser                      | Phim ngắn                                   |
| 2008 | Summer Breaks                              | Kara                         | Sean Kruck                          | Phim ngắn                                   |
| 2008 | Defiance                                   | Chaya Dziencielsky           | Edward Zwick                        |                                             |
| 2009 | That Evening Sun                           | Pamela Choat                 | Scott Teems                         |                                             |
| 2009 | Amelia                                     | Elinor Smith                 | Mira Nair                           |                                             |
| 2010 | Alice ở xứ sở thần tiên                    | Alice Kingsleigh             | Tim Burton                          |                                             |
| 2010 | The Kids Are All Right                     | Joni                         | Lisa Cholodenko                     |                                             |
| 2011 | Jane Eyre                                  | Jane Eyre                    | Cary Joji Fukunaga                  |                                             |
| 2011 | Restless                                   | Annabel Cotton               | Gus Van Sant                        |                                             |
| 2011 | Albert Nobbs                               | Helen Dawes                  | Rodrigo García                      |                                             |
| 2012 | Lawless                                    | Bertha Minnix                | John Hillcoat                       |                                             |
| 2013 | The Turning                                | —                            | Chính cô                            | Đạo diễn Phần: "Long, Clear View"           |
| 2013 | Stoker                                     | India Stoker                 | Park Chan-wook                      |                                             |
| 2013 | Only Lovers Left Alive                     | Ava                          | Jim Jarmusch                        |                                             |
| 2013 | Tracks                                     | Robyn Davidson               | John Curran                         |                                             |
| 2013 | The Double                                 | Hannah                       | Richard Ayoade                      |                                             |
| 2014 | Maps to the Stars                          | Agatha Weiss                 | David Cronenberg                    |                                             |
| 2014 | Madame Bovary                              | Emma Bovary                  | Sophie Barthes                      |                                             |
| 2015 | Oscar Wilde's The Nightingale and the Rose | The Nightingale (lồng tiếng) | Del Kathryn Barton Brendan Fletcher | Phim ngắn                                   |
| 2015 | Crimson Peak                               | Edith Cushing                | Guillermo del Toro                  |                                             |
| 2015 | Madly                                      | —                            | Chính cô                            | Đạo diễn và biên kịch Segment: "Afterbirth" |
| 2016 | Alice ở xứ sở trong gương                  | Alice Kingsleigh             | James Bobin                         |                                             |
| 2017 | The Man with the Iron Heart                | Anna Novak                   | Cédric Jimenez                      |                                             |
| 2018 | Damsel                                     | Penelope                     | David Zellner Nathan Zellner        |                                             |
| 2018 | Piercing                                   | Jackie                       | Nicolas Pesce                       |                                             |
| 2019 | Judy and Punch                             | Judy                         | Mirrah Foulkes                      |                                             |
| 2019 | Blackbird                                  | Anna                         | Roger Michell                       |                                             |
| 2020 | The Devil All the Time                     | Helen Hatton                 | Antonio Campos                      |                                             |
| 2021 | Bergman Island                             | Amy                          | Mia Hansen-Løve                     |                                             |
| TBA  | Blueback                                   |                              | Robert Connolly                     | Đang ghi hình                               |

### Truyền hình
| Năm     | Tựa phim     | Vai diễn    | Ghi chú                                        |
| ------- | ------------ | ----------- | ---------------------------------------------- |
| 2004–05 | All Saints   | Lily Watson | Tập: "Out on a Limb" and "Sins of the Mothers" |
| 2008    | In Treatment | Sophie      | Vai chính (9 tập)                              |

### Trò chơi điện tử
| Năm  | Tựa                 | Vai                           |
| ---- | ------------------- | ----------------------------- |
| 2010 | Alice in Wonderland | Alice Kingsleigh (lồng tiếng) |
| 2015 | Disney Infinity 3.0 | Alice Kingsleigh (lồng tiếng) |